# Ski nautique aux Jeux panaméricains de 2019
Navigation
2015
Les compétitions de ski nautique aux Jeux panaméricains de 2019 ont lieu du 27 au 30 juillet 2019 à Lima, au Pérou. 

## Médaillés

### Hommes
| Épreuves  | Or                     | Argent                 | Bronze                  |
| --------- | ---------------------- | ---------------------- | ----------------------- |
| Saut      | Taylor Garcia (USA)    | Felipe Miranda (CHI)   | Dorien Llewellyn (CAN)  |
| Slalom    | Robert Pigozzi (DOM)   | Stephen Neveu (CAN)    | Carlos Lamadrid (MEX)   |
| Figures   | Patricio Font (MEX)    | Dorien Llewellyn (CAN) | Adam Pickos (USA)       |
| Combiné   | Dorien Llewellyn (CAN) | Rodrigo Miranda (CHI)  | Tobias Giorgis (ARG)    |
| Wakeboard | Andrew Adkison (USA)   | Ulf Ditsch (ARG)       | Patricio Gonzalez (MEX) |

### Femmes
| Épreuves  | Or                      | Argent                   | Bronze                    |
| --------- | ----------------------- | ------------------------ | ------------------------- |
| Saut      | Regina Jaquess (USA)    | Whitney McClintock (CAN) | Valentina Gonzalez (CHI)  |
| Slalom    | Regina Jaquess (USA)    | Whitney McClintock (CAN) | Paige Rini (CAN)          |
| Figures   | Natalia Cuglievan (PER) | Erika Lang (USA)         | Paige Rini (CAN)          |
| Combiné   | Regina Jaquess (USA)    | Whitney McClintock (CAN) | Paige Rini (CAN)          |
| Wakeboard | Eugenia De Armas (ARG)  | Mary Howell (USA)        | Mariana Nep Ribeiro (BRA) |

## Tableau des médailles
| Rang  | Nation                 | Or | Argent | Bronze | Total |
| ----- | ---------------------- | -- | ------ | ------ | ----- |
| 1     | États-Unis             | 5  | 2      | 1      | 8     |
| 2     | Canada                 | 1  | 5      | 4      | 10    |
| 3     | Argentine              | 1  | 1      | 1      | 3     |
| 4     | Mexique                | 1  | 0      | 2      | 3     |
| 5     | République dominicaine | 1  | 0      | 0      | 1     |
| 5     | Pérou                  | 1  | 0      | 0      | 1     |
| 7     | Chili                  | 0  | 2      | 1      | 3     |
| 8     | Brésil                 | 0  | 0      | 1      | 1     |
| Total | Total                  | 10 | 10     | 10     | 30    |